# АЕС Лагуна-Верде
Атомна електростанція Лагуна Верде (ісп. Central Nuclear Laguna Verde) (NCLV) розташована на узбережжі Мексиканської затоки, в Альто Лусеро, Веракрус, Мексика. Це єдина атомна електростанція в Мексиці, яка виробляє близько 4,5% електроенергії в країні. Він складається з двох блоків GE Boiling Water Reactors (BWR-5), кожний із встановленою потужністю 682 МВт, які використовують низькозбагачений уран (3%) як паливо. Блок-1 (У-1) почав свою роботу 29 липня 1990 року. Блок-2 (У-2) почав свою роботу 10 квітня 1995 року. Початковими архітекторами заводу в 1975 році були Burns and Roe Inc, а пізніше Ebasco Services спроектувала та контролювала проект. Парова турбіна та інші компоненти були виготовлені компанією Mitsubishi Electric. Завод належить і управляється Comisión Federal de Electricidad (CFE), національною електричною компанією, що належить уряду Мексики.
Лагуна Верде вважається стратегічним об’єктом для Національної енергетичної системи (SEN) завдяки високій потужності виробництва електроенергії, найнижчим експлуатаційним витратам, а також можливостям регулювання частоти та напруги. Вся вироблена електроенергія передається єдиному клієнту – Національному центру управління енергією (CENACE). На CENACE покладено функції планування, управління та контролю за передачею та розподілом електроенергії кінцевим споживачам. CENACE класифікувала ЛАЕС як електростанцію базового навантаження з початку її діяльності.
Середньорічна генерація ЛВАЕС за останні 5 років  склав 10,5 ТВт-год, електроенергії, достатньої для задоволення потреб понад 4 мільйонів жителів.
У 2020 році Міністерство енергетики дозволило продовжити експлуатаційну ліцензію для енергоблоку № 1 на додаткові 30 років до 60 років до 2050 року.

## Опис
Виробництво електроенергії на CLV базується на технології ядерного поділу атомів урану, що відбувається в реакторі. Енергія, що виділяється в результаті ядерного поділу, передається у вигляді тепла від палива до охолоджувальної води, яка кипить у пару. Якість пари контролюється через сепаратор і осушувач. Сепаратор і осушувач є частиною внутрішніх процесів корпусу реактора. Турбіна перетворює енергію пари (кінетичну енергію) в механічну енергію, що змушує електрогенератор рухатися (виробництво електроенергії). Після того, як пара пройшла через турбіну, вона охолоджується в конденсаторі; вода, отримана таким чином, знову перекачується в ядерний реактор, щоб перезапустити цикл генерації.
Витрата пари з кожного реактора становить 3944 кілотонни на годину (кт/год) для вироблення 682 МВт електроенергії. Обидва реакторні блоки (U1 і U2) працюють з використанням 444 збірок зі збагаченим ураном, накопичуючи енергію, що дорівнює 38,9 мільйонам барелів нафти. Це ядерне паливо спеціально розроблене для введення в активну зону реактора. Паливо закуповується тільки у кваліфікованих продавців по всьому світу. Після 18 місяців роботи замінюється від 25% до 30% ядерного палива. Ця дія називається процесом «Збій у роботі заправки».

## Оновлення потужності
У 2007 році CFE підписав контракт з інвестиціями в 600 мільйонів доларів США для збільшення вихідної потужності кожного з блоків Laguna Verde на 20%, що еквівалентно 255 МВт, щоб забезпечити зростання попиту на електроенергію в Мексиці. Таке підвищення потужності дозволить ЛАЕС додатково щорічно виробляти 2,1 ТВт/год, що еквівалентно потребам міста з населенням 800 тисяч жителів.
General Electric та CFE спільно виконали інженерний аналіз, щоб визначити необхідні модифікації станції та підтримати звіт про аналіз безпеки, необхідний для затвердження підвищення потужності Національною комісією ядерного регулювання Мексики з ядерної безпеки та гарантій (CNSNS).
Роботи розпочалися в 2008 році компаніями Iberdrola і Alstom і, як очікується, будуть завершені наприкінці 2010 року. Основні модифікації полягають у модернізації турбіни та конденсатора та заміні електричного генератора, головного підігрівача пари та підігрівача живильної води. Бюджет проекту становить 605 мільйонів доларів США.

## Інформація про енергоблоки
| Енергоблок     | Тип реакторів | Потужність | Потужність | Початок будівництва | Фізпуск    | Підключення до мережі | Введення в експлуатацію | Закриття |
| Енергоблок     | Тип реакторів | Чистий     | Брутто     | Початок будівництва | Фізпуск    | Підключення до мережі | Введення в експлуатацію | Закриття |
| -------------- | ------------- | ---------- | ---------- | ------------------- | ---------- | --------------------- | ----------------------- | -------- |
| Лагуна-Верде-1 | BWR, BWR-5    | 780 МВт    | 805 МВт    | 01.10.1976          | 08.11.1988 | 13.04.1989            | 29.07.1990              | -        |
| Лагуна-Верде-2 | BWR, BWR-5    | 780 МВт    | 810 МВт    | 01.06.1977          | 06.09.1994 | 11.11.1994            | 10.04.1995              | -        |

## Нагороди
У наступній таблиці показано хронологічний розвиток станції Лагуна Верде. 
| РІК              | ЕВОЛЮЦІЯ |
| ---------------- | --- |
| 1976 рік         | Впровадження Програми забезпечення якості як частини міжнародного ядерного стандарту на етапі будівництва |
| 1982 рік         | Впровадження Програми забезпечення якості на етапі експлуатації |
| 1990 рік         | Початок промислової експлуатації реакторного блоку № 1 |
| 1991 рік         | Побитий світовий рекорд за досягнення 250 днів безперервної роботи (без перерв) протягом циклу першого покоління |
| 1995 рік         | Початок промислової експлуатації реакторного блоку № 2 |
| 1995 рік         | Laguna Verde використовується як база для інституціоналізації програми Total Quality у Федеральній комісії з електропостачання (CFE) по всій країні |
| 1995 рік         | Акредитація лабораторії екологічної інженерії мексиканським органом з акредитації |
| 1997 рік         | Вперше CFE присуджує інституційну премію Total Quality, яку виграв Laguna Verde |
| 1997 рік         | Сертифікація стандарту якості ISO 9001:1994 отримана в рамках програми постійного вдосконалення |
| 1999 рік         | Отримано сертифікат стандарту якості ISO 14001 |
| 1999 рік         | Виробництво електроенергії збільшено на 5% (достатньо для задоволення потреб 200 000 осіб) |
| 2002 рік         | Сертифікація за мексиканським стандартом промислової безпеки NMX-SAST-001-IMNC-2000, який є еквівалентом міжнародного OHSAS 18001. |
| 2003 рік         | Сертифікація за стандартом якості ISO 9001:2000 на основі управління процесами. |
| 2004 рік         | Laguna Verde досягла рівня 3 у рейтингу досконалості ВАО АЕС (максимум 1, мінімум 5) |
| 2004-2007 роки   | CLV суттєво скоротив тривалість простоїв на заправці до 27 днів |
| 2005 рік         | Премія за найкращу роботу атомної електростанції за межами США від WANO/ATLANTA |
| 2005 рік         | Затвердження Extended Power Uprate Project (EPU) з інвестиціями в 600 мільйонів доларів США, що дасть змогу збільшити встановлену потужність на 20% порівняно з початковою та є стратегічно важливим для продовження терміну експлуатації станції до 50 років. |
| 2006 і 2008 роки | Дворічна сертифікація чистої промисловості, видана мексиканським урядом через Федеральне агентство з охорони навколишнього середовища в результаті дотримання 66 стандартів навколишнього середовища та безпеки                                                |
| 2006 рік         | Laguna Verde досягла рівня 2 у рейтингу досконалості WANO, найвищого рівня, отриманого атомною електростанцією за межами Сполучених Штатів згідно з WANO/ATLANTA                                                                                               |
| 2006 рік         | Визнання за продуктивність роботи світового рівня на реакторних блоках 1 і 2, надане General Electric |
| 2006 рік         | Акредитація метрологічної лабораторії мексиканським акредитуючим органом |
| 2007 рік         | Environmental Excellence Recognition (найвища нагорода за охорону навколишнього середовища), отримана урядом Мексики за високу стійкість у збереженні природних ресурсів                                                                                       |
| 2008 рік         | Laguna Verde отримує Національну премію якості 2007 року, що є найвищим визнанням за якість і виконання політики та стратегії, що відповідає досягнутим результатам конкурентоспроможності та стійкості.                                                       |
| 2008-2009 роки   | Щорічне визнання як соціально відповідального підприємства, яке присуджується Мексиканським центром філантропії відповідно до етичних цінностей, підтримки громади та поваги та турботи про довкілля                                                           |
| 2009 рік         | Отримано Iberoamerican Quality Prize 2009, найвищу нагороду Fundación Iberoamericana para Gestión de la Calidad (FUNDIBEQ/Ібероамериканський фонд управління якістю)                                                                                           |
| 2010 рік         | Менеджер Laguna Verde отримує відзнаку Nuclear Excellence Recognition, вручену WANO під час дворічної зустрічі, за сприяння лідерству, яке робить надзвичайний внесок у сприяння досконалості безпечної експлуатації на атомних електростанціях                |